# Fongueusemare
Fongueusemare és un municipi francès situat al departament del Sena Marítim i a la regió de Normandia. L'any 2007 tenia 189 habitants.

## Demografia

### Població
El 2007 la població de fet de Fongueusemare era de 189 persones. Hi havia 60 famílies de les quals 8 eren unipersonals (8 homes vivint sols), 20 parelles sense fills, 24 parelles amb fills i 8 famílies monoparentals amb fills.
La població ha evolucionat segons el següent gràfic:
Habitants censats

### Habitatges
El 2007 hi havia 80 habitatges, 63 eren l'habitatge principal de la família, 14 eren segones residències i 3 estaven desocupats. Tots els 79 habitatges eren cases. Dels 63 habitatges principals, 47 estaven ocupats pels seus propietaris, 13 estaven llogats i ocupats pels llogaters i 3 estaven cedits a títol gratuït; 8 tenien tres cambres, 21 en tenien quatre i 34 en tenien cinc o més. 50 habitatges disposaven pel capbaix d'una plaça de pàrquing. A 21 habitatges hi havia un automòbil i a 37 n'hi havia dos o més.

### Piràmide de població
La piràmide de població per edats i sexe el 2009 era:
| Homes | Edats   | Dones |
| ----- | ------- | ----- |
| 0     | 95 o +  | 0     |
| 0     | 90 a 94 | 0     |
| 0     | 85 a 89 | 0     |
| 0     | 80 a 84 | 0     |
| 8     | 75 a 79 | 4     |
| 0     | 70 a 74 | 8     |
| 0     | 65 a 69 | 4     |
| 0     | 60 a 64 | 0     |
| 0     | 55 a 59 | 4     |
| 8     | 50 a 54 | 0     |
| 4     | 45 a 49 | 4     |
| 0     | 40 a 44 | 0     |
| 4     | 35 a 39 | 8     |
| 12    | 30 a 34 | 12    |
| 4     | 25 a 29 | 8     |
| 0     | 20 a 24 | 0     |
| 4     | 15 a 19 | 4     |
| 12    | 10 a 14 | 16    |
| 8     | 5 a 9   | 12    |
| 8     | 0 a 4   | 4     |

## Economia
El 2007 la població en edat de treballar era de 121 persones, 83 eren actives i 38 eren inactives. De les 83 persones actives 72 estaven ocupades (45 homes i 27 dones) i 10 estaven aturades (5 homes i 5 dones). De les 38 persones inactives 6 estaven jubilades, 16 estaven estudiant i 16 estaven classificades com a «altres inactius».

### Ingressos
El 2009 a Fongueusemare hi havia 61 unitats fiscals que integraven 187 persones, la mediana anual d'ingressos fiscals per persona era de 13.940 €.

### Activitats econòmiques
L'únic establiment que hi havia el 2007 era d'una empresa financera.
L'any 2000 a Fongueusemare hi havia 8 explotacions agrícoles que ocupaven un total de 920 hectàrees.

## Equipaments sanitaris i escolars
El 2009 hi havia una escola elemental.

## Poblacions més properes
El següent diagrama mostra les poblacions més properes.